# Cerro Gorra Blanca
El cerro Gorra Blanca es una montaña glaciarizada de la cordillera de los Andes en la Patagonia, ubicado al suroeste de laguna del Desierto en el borde oriental del campo de hielo patagónico sur en la frontera entre Chile y Argentina. Pertenece a la comuna de O'Higgins, en la provincia Capitán Prat, región de Aysén en su lado chileno, mientras que en el lado argentino pertenece al departamento Lago Argentino de la provincia de Santa Cruz. Se encuentra a una altitud de 2920 m s. n. m.
Al sur del cerro se ubica en un nunatak el refugio chileno Eduardo García Soto instalado en 2004, junto al Paso Marconi por el Instituto Chileno de Campos de Hielo.
Del lado chileno se encuentra en el parque nacional Bernardo O'Higgins y del argentino en la reserva provincial Lago del Desierto.

## Historia y toponimia

### Toponimia
Su nombre está dado por la formación de nieve y hielo en su cumbre, asemejándose a una gorra blanca.

### Disputa por su posesión
El territorio formó parte de la disputa de la laguna del Desierto por lo que no hubo consenso sobre el límite hasta 1994, año en que un tribunal arbitral falla a favor de Argentina, dándole así parte de la soberanía del cerro.